# En V.O.
Albums de Johnny Hallyday
Nashville 84
(1984) Drôle de métier
Spécial Enfants du Rock
(1984)
En V.O. est le 33e album studio de Johnny Hallyday, il sort en mars 1984.
L'album est enregistré au Sound Emporium Studio à Nashville en 1983, durant les sessions d'enregistrement de l'album Entre violence et violon. Il est réalisé par Pierre Billon.

## Historique
Le 24 février le coffret Nashville 84 est dans les bacs des disquaires. Dans la foulée sort l'album En V.O. qui propose six titres interprétés en anglais. Six chansons, mais une seule vraie nouveauté, néanmoins connue dans sa version originale française, puisqu'il s'agit de l'adaptation anglaise de Vertige de l'amour (a), d'Alain Bashung. Quatre titres ont été précédemment créés en français et publiés sur l'album Entre violence et violon : Les scellés sur ma vie (b) / Signes extérieurs de richesse (c) / Pour ceux qui s'aiment (e) / Quand un homme devient fou  (f). Idem pour la chanson Les années mono (d) de l'album Spécial Enfants du Rock.
En V.O. ici veut davantage dire « en anglais dans le texte ». L'album eut un succès d'estime et demeure confidentiel dans la discographie d'Hallyday.

Diffusé en single Casualty of love - face B du 45 tours Mon p'tit loup (ça va faire mal) - est un succès radio, au point que le disque connait une seconde édition qui désormais mentionne la chanson au recto de la pochette ; initialement la première édition n'indiquait que le titre Mon p'tit loup (ça va faire mal). Les deux chansons connaissent un succès égal.

## Autour de l'album
En V.O. est la 9e réalisation de Pierre Billon pour Johnny Hallyday.
L'opus est également le 4e album de Johnny Hallyday en langues étrangères, après Sings America's Rockin' Hits (1962), In Italiano (1976), Black es noir (1982) et son 6e album enregistré à Nashville après :
 Sings America's Rockin' Hits (1962)
 La terre promise (1975)
 Entre violence et violon (1983)
 Drôle de métier et Spécial Enfants du Rock (1984)
L'album En V.O. est sorti sous deux pochettes différentes.
Référence originale : Philips 818181.
Il a été extrait de l'album les 45 tours suivants :
- 24 octobre 1983 : Signes extérieurs de richesse, When you turn out the light BOF du film Signes extérieurs de richesse : référence originale 814896-7[5],[6] ;

- 20 mars 1984 : Mon p'tit loup (ça va faire mal), Casualty of Love : référence originale : Philips 812871-7. Il y eut également pour ce 45 tours deux pochettes différentes : Sur le recto de la première édition, il n'est écrit que le titre Mon p'tit loup (ça va faire mal) ; tandis que la seconde édition, propose les deux titres imprimés sur recto[7].

Vertige de l'amour est le « titre phare » de l'album Pizza d'Alain Bashung sorti en 1981.

En 1985, Alain Bashung fait une reprise de la version française de Hey Joe par Johnny Hallyday.

## Titres
Les textes sont adaptés en anglais par Stephen Stapley et E.A. Russel, sauf Casualty of Love (Stephen Stapley).
| 1. | Casualty Of Love (a) (Vertige de l'amour)                        | Boris Bergman / Alain Bashung                                |  |
| 2. | Ain't No Stopping Me Now (b) (Les scellés sur ma vie)            | Pierre Billon / Érick Bamy                                   |  |
| 3. | On The Edge Of The Edge (c) (Signes extérieurs de richesse)      | Johnny Hallyday - Claude Lemesle / Pierre Billon, Éric Bouad |  |
| 4. | Mono Rock'n'Roll (d) (Les années mono)                           | Claude Lemesle / Érick Bamy                                  |  |
| 5. | I'll Make You Believe In Love Again (e) (Pour ceux qui s'aiment) | Bob Decout / Johnny Hallyday                                 |  |
| 6. | 'When You Turn Out The Lights (f) (Quand un homme devient fou)   | Mort Shuman - Claude Lemesle / Johnny Hallyday - Mort Shuman |  |

## Musiciens
- Ingénieur du son : Charlie Talent
- Orchestration : Éric Bouad
- Guitare : Dale Sellers, Reggie Young, Russ Hicks
- Basse : Mike Leech
- Contrebasse : Jack Williams
- Batterie : Gene Krisman
- Harmonica : Charlie McCoy
- Claviers : Margus "Pig" Robbins
- Cuivres : Georges Tipwell, Terry Head, Denis Solee, Denis Goode

## Classements hebdomadaires
| Classement (2000) | Meilleure position |
| ----------------- | ------------------ |
| France (SNEP)     | 56                 |